# IC 3134
IC 3134 је лентикуларна галаксија у сазвјежђу Дјевица која се налази на листи објеката дубоког неба у Индекс каталогу.
Деклинација објекта је + 8° 57' 44" а ректасцензија 12h 18m 56,0s. Привидна величина (магнитуда) објекта IC 3134 износи 13,8 а фотографска магнитуда 14,7. IC 3134 је још познат и под ознакама CGCG 70-3, VCC 313, NPM1G +09.0287, PGC 39593.